# Botanicactus

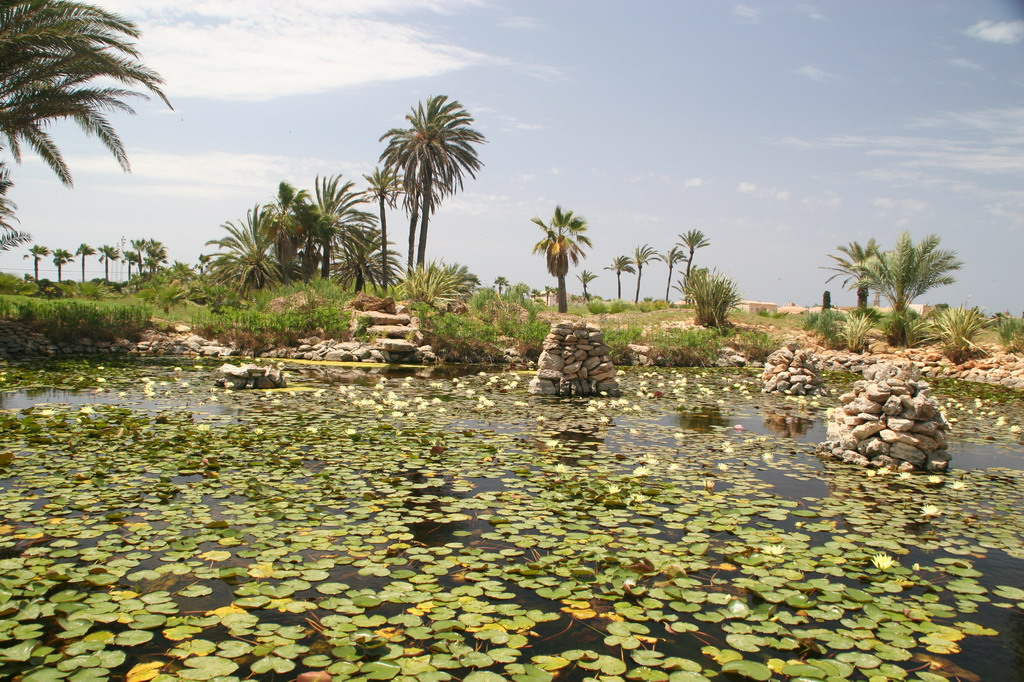
Seerosenteich im Botanicactus

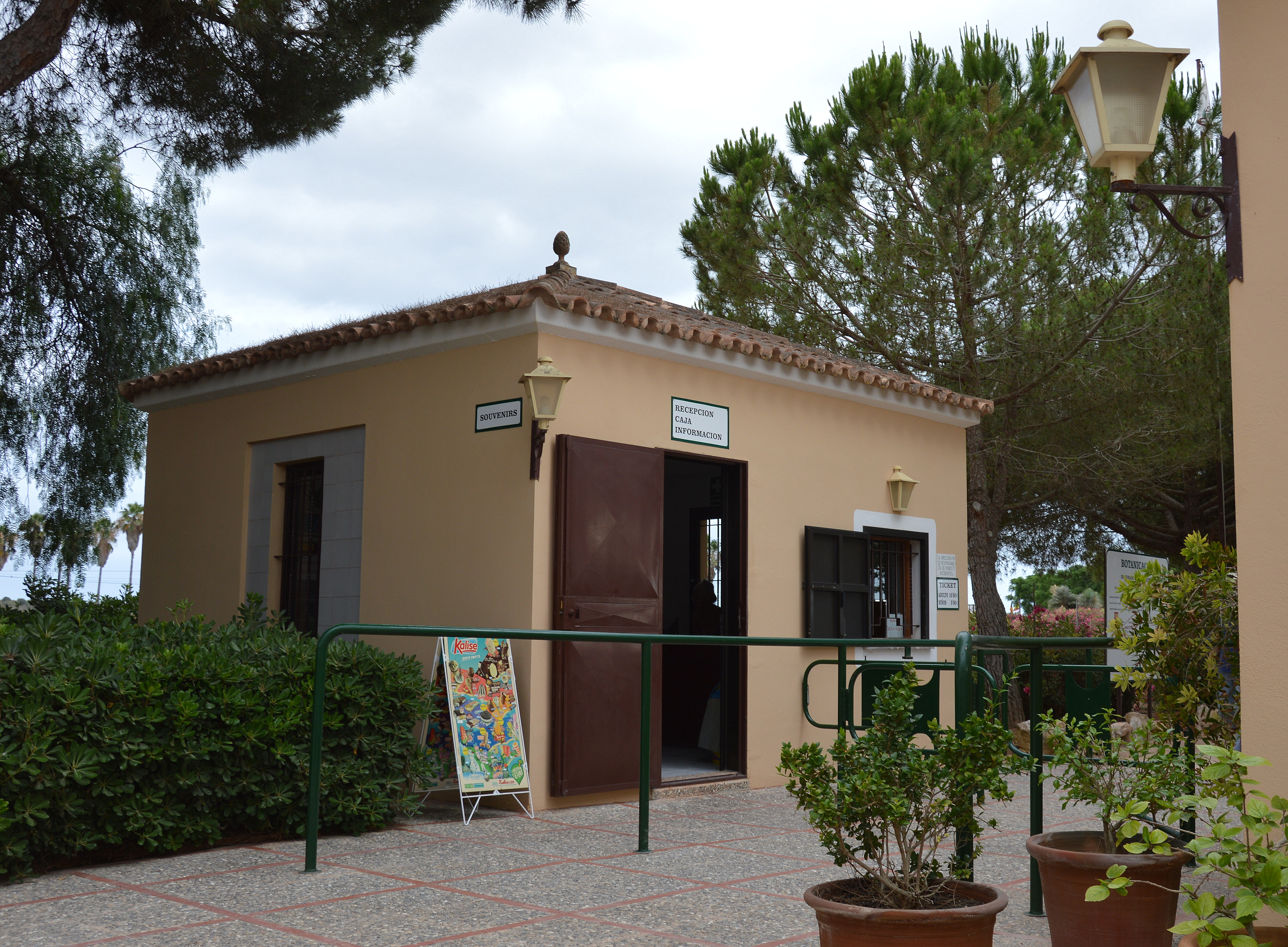
Kassenhaus

Botanicactus ist ein Botanischer Garten auf Mallorca. Er liegt im Süden der Insel in der Nähe des Ortes Ses Salines. Er umfasst 50.000 Quadratmeter (m²) tropische Vegetation und hat einen künstlichen See von 10.000 m².   
Auf 40.000 m² gibt es über 400 Pflanzen- und 10.000 Kakteenarten. 25.000 m² sind eine Sammlung der Mallorquinischen Flora (Oliven-, Granatapfel-, Mandel-, Pinien-, Zypressen-, Orangen-, Johannisbrot- und Eukalyptusbäume).   
Nach Angabe der Betreiber (Stand: Mai 2006) handelt es sich um den größten Botanischen Garten Europas. Er wurde am 20. Mai 1989 eröffnet und war der zweite auf den Balearen (der erste Botanische Garten war der Botanische Garten von Sóller, der im Jahr 1985 eingerichtet aber erst 1992 öffentlich gemacht wurde).
Botanicactus ist Privatgelände und wird von keiner Organisation subventioniert.

## Geschichte
1987 wurde mit dem Bau von Botanicactus begonnen. Man wählte ein ebenes Luzernenfeld als Bauplatz aus. Es wurde ein künstlicher See von 10.000 m² Oberfläche und 4 m Tiefe mit einer Insel angelegt. Dieser See dient auch als Reserve-Wasserbecken. Um den Garten vor Austrocknung durch die in diesem Bereich der Insel herrschenden Nordwinde zu schützen, verwendete man die ausgehobene Erde, um Schutzwälle aufzuschütten. Nach über zwei Jahren wurde Botanicactus am 20. Mai 1989 eröffnet.
Am 6. September 1989 kam es zu einer Überschwemmung des Areals. Eine unweit des Eingangsbereichs angebrachte Markierung erinnert an das Ereignis.